# Adams (Wisconsin)
Adams – miasto w Stanach Zjednoczonych, w stanie Wisconsin, w hrabstwie Adams.